# Primera División (Chile) 1998
Die Primera División 1998, auch unter dem Namen Campeonato Nacional Copa Banco del Estado 1998 bekannt, war die 67. Saison der Primera División, der höchsten Spielklasse im Fußball in Chile. Saisonbeginn war der 4. April und endete am 13. Dezember mit dem letzten Ligaspieltag.
Die Meisterschaft gewann das Team von CSD Colo-Colo. Für den Verein war es der insgesamt 22. Meisterschaftstitel. Für die Copa Libertadores 1999 qualifizierte sich neben dem Meister auch Universidad Católica über die Liguilla zur Copa Libertadores. Die Copa Apertura 1998 gewann Universidad de Chile.
Die beiden Teams Deportes Temuco und Santiago Wanderers stiegen direkt in die zweite Liga ab. Über die Relegationsspiele musste auch Provincial Osorno den Gang in die untere Spielklasse antreten.

## Modus
Die 16 Teams spielen jeder gegen jeden mit Hin- und Rückspiel. Meister ist die Mannschaft mit den meisten Punkten und qualifiziert sich für die Copa Libertadores. Bei Punktgleichheit entscheidet ein Entscheidungsspiel um die bessere Position, wenn es um die Meisterschaft geht. In den anderen Fällen entscheidet das Torverhältnis. Die letzten zwei Teams der Tabelle steigen in die zweite Liga ab. Der Dritt- und Viertletzte der Tabelle spielen Relegationsspiele mit dem Dritt- und Viertplatzierten der Zweiten Liga. Die beiden Sieger spielen in der Folgesaison erstklassig, die Verlierer zweitklassig. Der zweite Startplatz der Copa Libertadores wird durch eine Liguilla, an der die Mannschaften der Plätze 2 bis 5 teilnehmen, ausgespielt. Bei Punktgleichheit des ersten oder zweiten Platzes gibt es ein Entscheidungsspiel.

## Teilnehmer
Die Absteiger der Vorsaison Deportes Antofagasta und Unión Española wurden durch die Aufsteiger Rangers de Talca und Deportes Iquique ersetzt. Folgende Vereine nahmen daher an der Meisterschaft 1998 teil:
| Mannschaft            | Stadt             |
| --------------------- | ----------------- |
| Audax Italiano        | Santiago de Chile |
| CD Cobreloa           | Calama            |
| CSD Colo-Colo         | Santiago de Chile |
| Coquimbo Unido        | Coquimbo          |
| Deportes Concepción   | Concepción        |
| Deportes Iquique      | Iquique           |
| Deportes La Serena    | La Serena         |
| Deportes Puerto Montt | Puerto Montt      |
| Deportes Temuco       | Temuco            |
| CD Huachipato         | Talcahuano        |
| CD Palestino          | Santiago de Chile |
| Provincial Osorno     | Osorno            |
| Rangers de Talca      | Talca             |
| Santiago Wanderers    | Valparaíso        |
| Universidad Católica  | Santiago de Chile |
| Universidad de Chile  | Santiago de Chile |

## Tabelle
| Pl.                                | Verein                | Sp. | S  | U  | N  | Tore    | Diff. | Punkte |
| ---------------------------------- | --------------------- | --- | -- | -- | -- | ------- | ----- | ------ |
| 1.                                 | CSD Colo-Colo (M)     | 30  | 19 | 7  | 4  | 054:190 | +35   | 64     |
| 2.                                 | Universidad de Chile  | 30  | 18 | 9  | 3  | 062:370 | +25   | 63     |
| 3.                                 | Universidad Católica  | 30  | 14 | 11 | 5  | 057:340 | +23   | 53     |
| 4.                                 | CD Cobreloa           | 30  | 16 | 3  | 11 | 050:360 | +14   | 51     |
| 5.                                 | Deportes Concepción   | 30  | 12 | 9  | 9  | 039:360 | +3    | 45     |
| 6.                                 | CD Huachipato         | 30  | 11 | 7  | 12 | 039:380 | +1    | 40}    |
| 7.                                 | Deportes Puerto Montt | 30  | 10 | 9  | 11 | 043:460 | −3    | 39     |
| 8.                                 | Deportes Iquique (N)  | 30  | 12 | 3  | 15 | 035:520 | −17   | 39     |
| 9.                                 | Deportes La Serena    | 30  | 10 | 7  | 13 | 039:470 | −8    | 37     |
| 10.                                | CD Palestino          | 30  | 9  | 9  | 12 | 050:500 | ±0    | 36     |
| 11.                                | Rangers de Talca (N)  | 30  | 9  | 7  | 14 | 045:490 | −4    | 34     |
| 12.                                | Audax Italiano        | 30  | 9  | 7  | 14 | 037:430 | −6    | 34     |
| 13.                                | Coquimbo Unido        | 30  | 8  | 9  | 13 | 036:410 | −5    | 33     |
| 14.                                | Provincial Osorno     | 30  | 8  | 7  | 15 | 041:520 | −11   | 31     |
| 15.                                | Santiago Wanderers    | 30  | 6  | 12 | 12 | 040:560 | −16   | 30     |
| 16.                                | Deportes Temuco       | 30  | 6  | 10 | 14 | 028:590 | −31   | 28     |
| Quelle: rsssf.org, Stand: Endstand |                       |     |    |    |    |         |       |        |

| (M) | Vorjahresmeister |
| (N) | Aufsteiger       |

## Beste Torschützen
| Rang | Spieler                | Klub                 | Tore |
| ---- | ---------------------- | -------------------- | ---- |
| 1    | Pedro González         | Universidad de Chile | 23   |
| 2    | Marco Antonio Figueroa | Universidad Católica | 16   |
| 3    | Héctor Tapia           | CSD Colo-Colo        | 15   |
| 4    | Marcelo Corrales       | CD Palestino         | 14   |
| 5    | Héctor Vega            | Deportes Iquique     | 13   |

## Liguilla um die Copa Libertadores
Die Hinspiele fanden am 16., die Rückspiele am 18. Dezember 1999 statt.

### Halbfinale
|                      | Gesamt    |                     | Hinspiel | Rückspiel |
| -------------------- | --------- | ------------------- | -------- | --------- |
| Universidad Católica | (a)2:2(a) | CD Cobreloa         | 0:0      | 2:2       |
| Universidad de Chile | 4:1       | Deportes Concepción | 1:0      | 3:1       |

### Finale
Das Hinspiel fand am 20., das Rückspiel am 23. Dezember 1999 statt.
|                      | Gesamt          |                      | Hinspiel | Rückspiel |
| -------------------- | --------------- | -------------------- | -------- | --------- |
| Universidad de Chile | 0:0 (2:4 i. E.) | Universidad Católica | 0:0      | 0:0       |

Damit qualifiziert sich Universidad Católica für die Copa Libertadores 1999.

## Relegationsspiele
|                    | Gesamt |                       | Hinspiel | Rückspiel |
| ------------------ | ------ | --------------------- | -------- | --------- |
| Unión Española (1) | 1:3    | Santiago Morning (2)  | 1:1      | 0:2       |
| Coquimbo Unido (1) | 7:4    | Provincial Osorno (2) | 1:3      | 6:1       |

Damit steigt Zweitligist Santiago Morning in die Primera División 1999 auf, während Unión Española in die 2. Liga absteigt. Coquimbo Unido und Provincial Osorno bleiben in ihren Ligen.